# Далеке майбутнє в літературі
Далеке майбутнє було використано як місце дії багатьох творів наукової фантастики. Далеке майбутнє виникло наприкінці ХІХ століття, оскільки попередні автори погано розуміли такі поняття, як глибинний час та його наслідки для природи людства. Класичні приклади цього жанру включають такі твори, як «Машина часу» Герберта Веллса (1895) або «Останні та перші люди» Олафа Степлдона (1930). Повторювані теми включають такі теми, як утопії, есхатологія або остаточна доля всесвіту. Багато творів також перетинаються з іншими жанрами, такими як космічна опера, наукове фентезі або апокаліптична та постапокаліптична фантастика.

## Витоки жанру
Браян Стейблфорд і Дейвід Ленгфорд стверджують, що жанр не міг би існувати, доки не буде повністю зрозумілий справжній масштаб геологічного часу, а також теорія еволюції та її наслідки для природи людства. Подібним чином Рассел Блекфорд пов'язував появу жанру з нещодавньою концепцією глибокого часу.

## Приклади
Як наслідок, найперші оповідання цього жанру датуються кінцем ХІХ століття і включають «Кришталеву епоху» (1887) Вільяма Генрі Гадсона і «Машина часу» (1895) Герберта Веллса. Класичні зразки жанру першої половини ХХ століття включають «Останні та перші люди» Олафа Степлдона (1930) і «Проти ночі» Артура Кларка (1948). До пізніших прикладів належать «Довгий післяобідній день Землі» (1962) Браяна Олдіса, серія «Танцівниці наприкінці часу» Майкла Муркока (1972—1976), серія «Xeelee Sequence» Стівена Бекстера (1986-), трилогія Confluence Пола Дж. Макоулі (1997—1999) і серія «Простір Одкровення» Аластера Рейнольдса (2000-), а також численні роботи Роберта Сілверберга, Доріс Пісерчіа та Майкла Г. Коні.
Піджанр фентезі далекого майбутнього розпочався з оповідань Кларка Ештона Сміта «Зотіке» (що представляють піджанр фентезі далекого майбутнього). Перший твір у серії був опублікований у 1932 році, а іншими впливовими авторами тут були Джек Венс («Вмираюча Земля», 1950) Деміан Бродерік (Чаклунський світ, 1970) і Джин Вулф (Книга нового Сонця, 1980).
Новели про далеке майбутнє зібрані в низку антологій, таких як «Далеке майбутнє» (1997) і «Мільйон років нашої ери» (2006).

## Теми
Концепцію далекого майбутнього важко визначити точно, але загальним елементом таких історій є показати суспільство, яке «настільки повністю трансформувалося з сьогодення, що його майже не впізнати». Джордж Манн зазначив, що спільними темами в роботах далекого майбутнього є «ентропія та розчинення».
Майбутнє людської еволюції вважається класичною темою, пов'язаною з «Машиною часу» Герберта Веллса та поділом людської раси на два підвиди — елоїв і морлоків. Багато пізніших робіт спираються на цю ідею, досліджуючи майбутнє, в якому самі люди еволюціонують у постматеріальні форми енергії чи програмного забезпечення, і цю тему.
Ще одна повторювана тема — постапокаліптична, пов'язана з жанром Землі, що вмирає, або придушенням людства могутнішими істотами, такими як роботи, штучний інтелект, технологічно просунуті інопланетяни або богоподібні істоти з чистою енергією. Там, де людство не знищене, тема космічних подорожей і подорожей у часі також відносно часто з'являється як інструмент достатньо розвинених майбутніх цивілізацій; перша тема також відзначає перекриття з більш епічними творами жанру космічної опери.
Деякі автори намагаються окреслити майбутню історію людства чи навіть Всесвіту, причому одним із перших творів, де це зроблено, був Олаф Степлдон, чия класична робота 1930 року називалася «Останні та перші люди: Історія про близьке і далеке майбутнє».
Іноді жанр далекого майбутнього переміщується від наукової фантастики до фентезі, показуючи суспільство, де цивілізація регресувала до точки, де старі технології більше не розуміють і сприймають їх як магію. Цей піджанр іноді називають «фентезі далекого майбутнього» і частково збігається з жанром наукового фентезі. Водночас реліквії технологічного минулого, що «виступають у більш примітивний… ландшафт», тема, відома як «постапокаліпсис», була описана як «одна з найпотужніших ікон науково-фантастичної фантазії».
Голландський історик і соціолог Фред Полак розрізняв дві категорії праць про майбутнє: «майбутнє пророцтва» і «майбутнє долі». Перший стурбований сьогоденням і використовує майбутнє як можливість попередити про небезпеки сьогодення, яких слід уникати, часто торкаючись антиутопічних тем. Остання категорія є ширшою та більше пов'язана з дослідженням філософських тем, таких як утопії, есхатологія чи остаточна доля Всесвіту.
Джордж Манн зазначив, що цей жанр створив «багато чудових алегоричних або моральних оповідань». Рассел Блекфорд погодився з цією думкою, однак також зазначив, що «деякі критики» вказували на «суттєвий консерватизм» і «відсутність соціальної відповідності» в наративах далекого майбутнього, на відміну від наративів найближчого майбутнього, і ці реалістичні прогнози далекого майбутнього неможливі., оскільки людство в далекому майбутньому, якщо воно існує, ймовірно, буде поза межами нашого розуміння.

## Подальше читання
- Piercy, Marge (2003). Envisioning the Future: Science Fiction and the Next Millennium. Wesleyan University Press. ISBN 978-0-8195-6652-2.